# Mjøndalen Idrettsforening 2012
Questa voce raccoglie le informazioni riguardanti il Mjøndalen Idrettsforening nelle competizioni ufficiali della stagione 2012.

## Stagione
Il Mjøndalen chiuse il campionato al 4º posto, posizione utile per accedere alle qualificazioni all'Eliteserien. Fu però sconfitto dal Bodø/Glimt nel primo turno, restando così nella 1. divisjon. L'avventura nella Coppa di Norvegia 2012 terminò al quarto turno, con l'eliminazione per mano dello Strømsgodset. I calciatori più utilizzati in stagione furono Pål Alexander Kirkevold e Stian Ohr, entrambi con 32 presenze. Kirkevold fu anche il miglior marcatore, con le sue 12 reti.

## Maglie e sponsor
Lo sponsor tecnico per la stagione 2012 fu Umbro, mentre lo sponsor ufficiale fu Sparebanken Øst. La divisa casalinga era composta da una maglietta marrone con inserti bianchi, pantaloncini bianchi e calzettoni marroni. Quella da trasferta era costituita da una maglietta bianca con inserti neri, con pantaloncini e calzettoni neri.
| Casa | Trasferta |

## Rosa
| N. |                           | Ruolo | Calciatore              |
| -- | ------------------------- | ----- | ----------------------- |
| 1  | Norvegia (bandiera)       | P     | Ivar Forn               |
| 2  | Norvegia (bandiera)       | D     | Knut Rønningene         |
| 3  | Norvegia (bandiera)       | D     | Joackim Olsen Solberg   |
| 4  | Norvegia (bandiera)       | D     | Martin Strange          |
| 5  | Ghana (bandiera)          | C     | Aziz Idris              |
| 6  | Norvegia (bandiera)       | C     | Bjarne Ingebretsen      |
| 7  | Norvegia (bandiera)       | D     | Lars Granaas            |
| 8  | Norvegia (bandiera)       | C     | Stian Ohr               |
| 9  | Stati Uniti (bandiera)    | C     | Kyle Helton             |
| 10 | Norvegia (bandiera)       | A     | Pål Alexander Kirkevold |
| 11 | Russia (bandiera)         | A     | Adrian Paul             |
| 12 | Norvegia (bandiera)       | P     | Andreas Håskjold        |
| 13 | Norvegia (bandiera)       | P     | Anders Rotevatn         |
| 13 | Danimarca (bandiera)      | P     | Anders Larsen           |
| 14 | Costa d'Avorio (bandiera) | C     | Vamouti Diomande        |

| N. |                        | Ruolo | Calciatore         |
| -- | ---------------------- | ----- | ------------------ |
| 16 | Norvegia (bandiera)    | A     | Kim Berntzen       |
| 17 | Norvegia (bandiera)    | D     | Marius Boldt       |
| 18 | Stati Uniti (bandiera) | D     | Rhett Bernstein    |
| 19 | Norvegia (bandiera)    | C     | Emil Fossum        |
| 20 | Norvegia (bandiera)    | A     | Benjamin Stokke    |
| 22 | Norvegia (bandiera)    | C     | Morten Sundli      |
| 23 | Norvegia (bandiera)    | C     | Anders Karlsen     |
| 25 | Norvegia (bandiera)    | C     | Truls Johansen     |
| 25 | Norvegia (bandiera)    | A     | Benjamin Kranz     |
| 25 | Islanda (bandiera)     | C     | Sverrir Gunnarsson |
| 26 | Norvegia (bandiera)    | C     | Nicklas Raaholst   |
| 28 | Norvegia (bandiera)    | A     | Hasan Ali Karagöz  |
| 29 | Norvegia (bandiera)    | D     | Joakim Rishovd     |
| 30 | Norvegia (bandiera)    | C     | Erik Midtgarden    |
| 30 | Norvegia (bandiera)    | A     | Fredrik Gulsvik    |

## Calciomercato

### Sessione invernale(dal 01/01 al 31/03)
| Acquisti | Acquisti                | Acquisti   | Acquisti   |
| R.       | Nome                    | da         | Modalità   |
| -------- | ----------------------- | ---------- | ---------- |
| P        | Ivar Forn               | Bodø/Glimt | definitivo |
| C        | Anders Karlsen          | Bodø/Glimt | definitivo |
| A        | Pål Alexander Kirkevold | HamKam     | definitivo |
| A        | Adrian Paul             | svincolato |            |
| A        | Benjamin Stokke         | Sandefjord | definitivo |

| Cessioni | Cessioni         | Cessioni      | Cessioni   |
| R.       | Nome             | a             | Modalità   |
| -------- | ---------------- | ------------- | ---------- |
| P        | Anders Larsen    | Notodden      | prestito   |
| P        | Anders Rotevatn  |               | svincolato |
| D        | Kristian Høvring | Randaberg     | definitivo |
| D        | Daniel Reinoso   | Tønsberg      | definitivo |
| D        | Martin Smevik    |               | svincolato |
| C        | Martin Ovenstad  | Strømsgodset  | definitivo |
| A        | Bajram Ajeti     | Birkebeineren | definitivo |
| A        | Henrik Hontvedt  |               | svincolato |
| A        | Viktor Larsson   |               | svincolato |
| A        | Petar Rnkovic    | Breiðablik    | definitivo |

### Sessione estiva(dal 01/08 al 31/08)
| Acquisti | Acquisti         | Acquisti    | Acquisti      |
| R.       | Nome             | da          | Modalità      |
| -------- | ---------------- | ----------- | ------------- |
| P        | Anders Larsen    | Notodden    | fine prestito |
| P        | Anders Rotevatn  | svincolato  |               |
| C        | Vamouti Diomande | Bingerville | prestito      |
| C        | Erik Midtgarden  | Lillestrøm  | prestito      |

| Cessioni | Cessioni           | Cessioni | Cessioni   |
| R.       | Nome               | a        | Modalità   |
| -------- | ------------------ | -------- | ---------- |
| P        | Anders Larsen      | Notodden | definitivo |
| C        | Sverrir Gunnarsson |          | svincolato |
| A        | Fredrik Gulsvik    |          | ritiro     |

## Risultati

### 1. divisjon

#### Girone di andata
| Arbitro: | Eskås |

|  |           |               |
|  | Marcatori | 31’ Kirkevold |

| Arbitro: | Gya |

|                                |           |              |
| Ingebretsen 18’ Rønningene 61’ | Marcatori | 35’ Shaswari |

| Arbitro: | Hagen (Grue) |

|                                                |           |  |
| Andresen 36’, 42’ Holmen 46’, 52’ Soltvedt 84’ | Marcatori |  |

| Arbitro: | Gjermshus |

|          |           |             |
| Paul 39’ | Marcatori | 11’ Risholt |

| Arbitro: | Rafiq |

|                               |           |  |
| Johansen 13’ (rig.) Waage 18’ | Marcatori |  |

| Arbitro: | Tennøy |

|                             |           |                   |
| Idris 43’ Olsen Solberg 55’ | Marcatori | 69’ Heltne Nilsen |

| Arbitro: | Rafiq |

|                          |           |            |
| Solberg 9’ Hoås 18’, 56’ | Marcatori | 57’ Stokke |

| Arbitro: | Hansen |

|                                             |           |  |
| Strange 3’ Ingebretsen 54’ (rig.) Idris 86’ | Marcatori |  |

| Arbitro: | Rafiq |

|            |           |                 |
| Bjerke 17’ | Marcatori | 35’ Ingebretsen |

| Arbitro: | Tennøy |

|  |           |                              |
|  | Marcatori | 17’, 52’ Ca. Hansen 27’ Brix |

| Arbitro: | Ahlsen |

|                            |           |                           |
| Møller 11’ Nkee 89’ (rig.) | Marcatori | 22’, 31’ (rig.) Kirkevold |

| Arbitro: | Hansen |

|                            |           |                       |
| Rønningene 24’ Karlsen 37’ | Marcatori | 78’ (rig.) Johannesen |

| Arbitro: | Gjermshus |

|               |           |                               |
| Izuchukwu 80’ | Marcatori | 19’ Strange 72’ Olsen Solberg |

| Arbitro: | Lundby |

|                               |           |                |
| Kirkevold 18’ (rig.) Paul 22’ | Marcatori | 2’, 34’ Holmen |

| Arbitro: | Steen |

|                      |           |                   |
| Berg 18’ Knarvik 86’ | Marcatori | 8’, 76’ Kirkevold |

#### Girone di ritorno
| Arbitro: | Øvrebø (Oslo) |

|                             |           |              |
| Karlsen 58’ Ingebretsen 86’ | Marcatori | 12’ Andresen |

| Arbitro: | Toppe |

|                |           |                |
| Ca. Hansen 51’ | Marcatori | 52’ Midtgarden |

| Arbitro: | Hansen |

|                                                   |           |  |
| Kirkevold 16’, 52’ Midtgarden 23’ Ingebretsen 81’ | Marcatori |  |

| Arbitro: | Ahlsen |

|  |           |                           |
|  | Marcatori | 40’ Midtgarden 58’ Helton |

| Arbitro: | Gjermshus |

|                |           |           |
| Idris 15’, 84’ | Marcatori | 57’ Olsen |

| Arbitro: | Hansen |

|  |           |                          |
|  | Marcatori | 3’ Kirkevold 61’ Karlsen |

| Arbitro: | Nilsen |

|                    |           |               |
| Ohr 22’ Stokke 69’ | Marcatori | 80’ Izuchukwu |

| Arbitro: | Gya |

|  |           |                                    |
|  | Marcatori | 28’ Sundli 60’ Midtgarden 84’ Paul |

| Arbitro: | Toppe |

|  |           |               |
|  | Marcatori | 17’, 52’ Wiig |

| Arbitro: | Gya |

|                                       |           |                |
| Hoff 45’, 64’ (rig.) Kristjánsson 85’ | Marcatori | 22’ Midtgarden |

| Arbitro: | Eskås |

|                                               |           |                         |
| Stokke 19’ (rig.) Karlsen 53’ Ingebretsen 90’ | Marcatori | 56’ Brandtzæg 58’ Olsen |

| Arbitro: | Toppe |

|                                           |           |  |
| Kleppe 12’ (rig.), 89’ (rig.) Helland 67’ | Marcatori |  |

| Arbitro: | Døvle (Larvik) |

|                                  |           |  |
| Midtgarden 34’, 63’ Diomande 69’ | Marcatori |  |

| Arbitro: | Lundby |

|                       |           |                           |
| Larsen 28’ Herrem 79’ | Marcatori | 32’ Stokke 64’ Midtgarden |

| Arbitro: | Hansen |

|                                                  |           |                     |
| Idris 56’ (rig.), 90’ (rig.) Midtgarden 61’, 83’ | Marcatori | 72’ Aalmen 74’ Rise |

#### Qualificazioni all'Eliteserien
| Arbitro: | Rafiq |

|                        |           |                      |
| Ingebretsen 77’ (rig.) | Marcatori | 16’ Olsen 66’ Dantas |

### Coppa di Norvegia
| Jeløya 1º maggio 2012, ore 18:00 Primo turno                   | Sprint-Jeløy | 0 – 2 referto                | Mjøndalen | Bellevue Stadion |
| \| \| \| \| \| \| Marcatori \| 50’ Rønningene 60’ Kirkevold \| |              |                              |           |                  |
|                                                                |              |                              |           |                  |
|                                                                | Marcatori    | 50’ Rønningene 60’ Kirkevold |           |                  |

| Arbitro: | Kringstad |

|  |           |                            |
|  | Marcatori | 68’ Karlsen 84’ Rønningene |

| Arbitro: | Helgerud (Lier) |

|                             |                      |                       |
| Karlsen 26’ Kirkevold 103’  | Marcatori            | 80’ Mendy 100’ Beugre |
| Kirkevold Stokke Gunnarsson | Tiri di rigore 3 – 0 | Lafton Larsen Bolseth |

| Arbitro: | Skjerven (Kaupanger) |

|                                                          |           |               |
| Kovács 26’ Sankoh 42’ Konradsen 52’, 62’ Kamara 84’, 88’ | Marcatori | 73’ Kirkevold |

## Statistiche

### Statistiche di squadra
| Competizione                   | Punti | In casa | In casa | In casa | In casa | In casa | In casa | In trasferta | In trasferta | In trasferta | In trasferta | In trasferta | In trasferta | Totale | Totale | Totale | Totale | Totale | Totale | DR |
| Competizione                   | Punti | G       | V       | N       | P       | Gf      | Gs      | G            | V            | N            | P            | Gf           | Gs           | G      | V      | N      | P      | Gf     | Gs     | DR |
| ------------------------------ | ----- | ------- | ------- | ------- | ------- | ------- | ------- | ------------ | ------------ | ------------ | ------------ | ------------ | ------------ | ------ | ------ | ------ | ------ | ------ | ------ | -- |
| 1. divisjon                    | 55    | 15      | 11      | 2       | 2       | 32      | 18      | 15           | 5            | 5            | 5            | 20           | 25           | 30     | 16     | 7      | 7      | 52     | 43     | +9 |
| Qualificazioni all'Eliteserien | -     | 1       | 0       | 0       | 1       | 1       | 2       | 0            | 0            | 0            | 0            | 0            | 0            | 1      | 0      | 0      | 1      | 1      | 2      | -1 |
| Coppa di Norvegia              | -     | 1       | 0       | 1       | 0       | 2       | 2       | 3            | 2            | 0            | 1            | 5            | 6            | 4      | 2      | 1      | 1      | 7      | 8      | -1 |
| Totale                         | -     | 17      | 11      | 3       | 3       | 35      | 22      | 18           | 7            | 5            | 6            | 25           | 31           | 35     | 18     | 8      | 9      | 60     | 53     | +7 |

### Statistiche dei giocatori
| R. Bernstein     | 21 | 0  | 2 | 1 | 3 | 0 | 0 | 0 | ? | ? | ? | ? | 1 | 0 | 0 | 0 | 25+ | 0+  | 2+ | 1+ |
| K. Berntzen      | 1  | 0  | 0 | 0 | 0 | 0 | 0 | 0 | ? | ? | ? | ? | 0 | 0 | 0 | 0 | 1+  | 0+  | 0+ | 0+ |
| M. Boldt         | 2  | 0  | 1 | 0 | 0 | 0 | 0 | 0 | ? | ? | ? | ? | 0 | 0 | 0 | 0 | 2+  | 0+  | 1+ | 0+ |
| V. Diomande      | 11 | 1  | 0 | 0 | 0 | 0 | 0 | 0 | ? | ? | ? | ? | 1 | 0 | 0 | 0 | 12+ | 1+  | 0+ | 0+ |
| I. Forn          | 27 | 0  | 1 | 1 | 3 | 0 | 0 | 0 | ? | ? | ? | ? | 1 | 0 | 0 | 0 | 31+ | 0+  | 1+ | 1+ |
| E. Fossum        | 11 | 0  | 0 | 0 | 0 | 0 | 0 | 0 | ? | ? | ? | ? | 0 | 0 | 0 | 0 | 11+ | 0+  | 0+ | 0+ |
| L. Granaas       | 8  | 0  | 1 | 0 | 0 | 0 | 0 | 0 | ? | ? | ? | ? | 0 | 0 | 0 | 0 | 8+  | 0+  | 1+ | 0+ |
| F. Gulsvik       | 0  | 0  | 0 | 0 | 0 | 0 | 0 | 0 | ? | ? | ? | ? | 0 | 0 | 0 | 0 | 0+  | 0+  | 0+ | 0+ |
| S. Gunnarsson    | 16 | 0  | 1 | 0 | 3 | 0 | 0 | 0 | ? | ? | ? | ? | 0 | 0 | 0 | 0 | 19+ | 0+  | 1+ | 0+ |
| A. Håskjold      | 1  | 0  | 0 | 0 | 0 | 0 | 0 | 0 | ? | ? | ? | ? | 0 | 0 | 0 | 0 | 1+  | 0+  | 0+ | 0+ |
| K. Helton        | 24 | 1  | 5 | 0 | 3 | 0 | 0 | 0 | ? | ? | ? | ? | 1 | 0 | 0 | 0 | 28+ | 1+  | 5+ | 0+ |
| A. Idris         | 24 | 6  | 7 | 1 | 3 | 0 | 1 | 0 | ? | ? | ? | ? | 1 | 0 | 1 | 0 | 28+ | 6+  | 9+ | 1+ |
| B. Ingebretsen   | 21 | 6  | 0 | 0 | 2 | 0 | 0 | 0 | ? | ? | ? | ? | 1 | 1 | 0 | 0 | 24+ | 7+  | 0+ | 0+ |
| T. Johansen      | 3  | 0  | 0 | 0 | 1 | 0 | 0 | 0 | ? | ? | ? | ? | 0 | 0 | 0 | 0 | 4+  | 0+  | 0+ | 0+ |
| H. Karagöz       | 0  | 0  | 0 | 0 | 0 | 0 | 0 | 0 | ? | ? | ? | ? | 0 | 0 | 0 | 0 | 0+  | 0+  | 0+ | 0+ |
| A. Karlsen       | 26 | 4  | 2 | 0 | 3 | 2 | 0 | 0 | ? | ? | ? | ? | 1 | 0 | 0 | 0 | 30+ | 6+  | 2+ | 0+ |
| P. Kirkevold     | 28 | 9  | 4 | 0 | 3 | 3 | 0 | 0 | ? | ? | ? | ? | 1 | 0 | 0 | 0 | 32+ | 12+ | 4+ | 0+ |
| B. Kranz         | 2  | 0  | 0 | 0 | 0 | 0 | 0 | 0 | ? | ? | ? | ? | 0 | 0 | 0 | 0 | 2+  | 0+  | 0+ | 0+ |
| A. Larsen        | 1  | 0  | 0 | 0 | 0 | 0 | 0 | 0 | ? | ? | ? | ? | 0 | 0 | 0 | 0 | 1+  | 0+  | 0+ | 0+ |
| E. Midtgarden    | 13 | 10 | 0 | 0 | 0 | 0 | 0 | 0 | ? | ? | ? | ? | 1 | 0 | 0 | 0 | 14+ | 10+ | 0+ | 0+ |
| S. Ohr           | 28 | 1  | 3 | 0 | 3 | 0 | 0 | 0 | ? | ? | ? | ? | 1 | 0 | 0 | 0 | 32+ | 1+  | 3+ | 0+ |
| J. Olsen Solberg | 26 | 2  | 7 | 0 | 3 | 0 | 0 | 0 | ? | ? | ? | ? | 1 | 0 | 0 | 0 | 30+ | 2+  | 7+ | 0+ |
| A. Paul          | 15 | 3  | 0 | 0 | 1 | 0 | 0 | 0 | ? | ? | ? | ? | 1 | 0 | 0 | 0 | 17+ | 3+  | 0+ | 0+ |
| N. Raaholst      | 0  | 0  | 0 | 0 | 0 | 0 | 0 | 0 | ? | ? | ? | ? | 0 | 0 | 0 | 0 | 0+  | 0+  | 0+ | 0+ |
| J. Rishovd       | 2  | 0  | 0 | 0 | 0 | 0 | 0 | 0 | ? | ? | ? | ? | 0 | 0 | 0 | 0 | 2+  | 0+  | 0+ | 0+ |
| K. Rønningene    | 20 | 2  | 2 | 0 | 2 | 2 | 0 | 0 | ? | ? | ? | ? | 0 | 0 | 0 | 0 | 22+ | 4+  | 2+ | 0+ |
| A. Rotevatn      | 2  | 0  | 0 | 0 | 0 | 0 | 0 | 0 | ? | ? | ? | ? | 0 | 0 | 0 | 0 | 2+  | 0+  | 0+ | 0+ |
| B. Stokke        | 19 | 4  | 0 | 0 | 2 | 0 | 0 | 0 | ? | ? | ? | ? | 1 | 0 | 0 | 0 | 22+ | 4+  | 0+ | 0+ |
| M. Strange       | 13 | 2  | 0 | 0 | 3 | 0 | 0 | 0 | ? | ? | ? | ? | 0 | 0 | 0 | 0 | 16+ | 2+  | 0+ | 0+ |
| M. Sundli        | 29 | 1  | 2 | 0 | 2 | 0 | 1 | 0 | ? | ? | ? | ? | 1 | 0 | 0 | 0 | 32+ | 1+  | 3+ | 0+ |